# Mikroti
Mikroti (betyder "lille øre") er en misdannelse af øret. Misdannelsen viser sig ved fødslen og kan forekomme både unilateral og bilateral (ved det ene eller begge ører). Én ud af 8.000-10.000 mennesker fødes med misdannelsen.
Mikroti forekommer i varierende sværhedsgrader og kan inddeles i fire grader.  3. Grad er den hyppigst forekommende
- 1. Grad: Et lidt mindre ydre øre med en eksisterende men forsnævret øregang.
- 2. Grad: Det ydre øre er delvist dannet, men den ydre øregang er lukket.
- 3. Grad: Det ydre øre, den ydre øregang og trommehinde mangler helt.
- 4. Grad: Øret eller øregangen mangler helt.

Mikroti er oftest ensidig (unilateral). Mellemøre og indre øre kan også være misdannet.
Mikroti kan ses som eneste misdannelse (isoleret) eller sammen med andre misdannelser, som fx misdannelse af øje, ansigt, ryghvirvler, hjerte, nyrer, hjerne, spiserør, arme og ben.

## Årsag
Årsagen til isoleret mikroti er oftest ukendt. 
Dominant arvegang er dog beskrevet i ganske få familier. Optræder mikroti sammen med udviklingshæmning og andre misdannelser kan årsagen være en kromosomfejl. Mikroti kan endvidere ses som led i velkendte syndromer, som har andre karakteristika, fx Treacher Collins syndrom, Goldenhar syndrom og CHARGE syndrom. 
I enkelte tilfælde har man haft mistanke om at sukkersyge hos moderen eller indtagelse af lægemiddel mod svær acne (Isotretinoin) under graviditeten kunne være årsagen. 
En blødning eller en utilstrækkelig blodforsyning til øret under graviditeten nævnes også som en mulig teori.

## Behandling
Det er vigtigt hurtigt at undersøge barnets høreevne og afhjælpe evt. hørenedsættelse. I lægeundersøgelsen foretages en klassifisering af misdannelsens omfang og evt. muligheder for operation og hjælpemidler drøftes. 
Muligheden for brug af høreapparat undersøges. Kirurgisk rekonstruktion af ydre øre og øregang eller øreprotese kan evt. komme på tale.

## Netværk
Det kan være givtigt for personer med mikroti at netværke med andre mennesker med mikroti eller en hørenedsættelse.
CSH (Center for Sjældne Handicap) har en kontaktordning for personer med mikroti.
Høreforeningen tilbyder netværksgrupper for hørehæmmede personer.